# خانه‌میران
خانه‌میران (به کردی: حانەمیران، Ḧanemîran) روستایی از توابع بخش زیویه در شهرستان سقز است که در استان کردستان ایران قرار دارد.

## جمعیت
این روستا در دهستان امام واقع شده و براساس سرشماری سال ۱۳۸۵، جمعیت آن ۳۱۲ نفر (۶۸ خانوار) بوده‌است.